# Iris Fontbona
Iris Balbina Fontbona González (* 1942, 1943 oder 1944 in Valparaíso) ist eine chilenische Unternehmerin und Milliardärin. Nach der Forbes-Magazine-Liste ist sie mit einem Gesamtvermögen von geschätzten 22,6 Mrd. Dollar (Stand: Juni 2022) die reichste Person in Chile und eine der reichsten Frauen der Welt.

## Leben, Familie und Vermögen
Fontbona war die zweite Ehefrau des Unternehmers Andrónico Luksic Abaroa (1926–2005), mit dem sie seit 1961 verheiratet war und drei Kinder bekam, zwei Töchter und einen Sohn. Die beiden Söhne ihres Mannes aus dessen erster Ehe mit Ena Craig (1930–1959) nahm sie an Kindes statt an; der jüngere Stiefsohn Guillermo starb 2013 an Lungenkrebs. Von ihrem Mann erbte sie gemeinsam mit den drei Söhnen das chilenische Bergbauunternehmen Antofagasta plc, einer der größten Kupferförderer der Welt, und den Mehrheitsanteil am Unternehmenskonglomerat Quiñenco, zu dem unter anderem die Brauereigruppe CCU, die Reederei CSAV, der Kupferverarbeiter Madeco (jetzt Invexans) und die Banco de Chile gehören; außerdem zwei Hotelketten in Kroatien. Antofagasta wird von ihrem Sohn Jean-Paul Luksic Fontbona geführt, Quiñenco von ihrem Stiefsohn Andrónico Luksic Craig; wichtige Entscheidungen beider Gruppen müssen laut Medienberichten von Fontbona abgesegnet werden. Die Luksic-Gruppe besitzt außerdem den chilenischen Fernsehsender Canal 13, den Andrónico Luksic Craig 2010 mehrheitlich (67 %) und 2017 vollständig von der Katholischen Universität von Chile erwarb. Die kroatischen Hotels der Familie werden von Fontbonas Stiefenkel Davor Lukšić geführt, der als reichster Mann Kroatiens gilt. Laut Forbes gehört Fontbona zu den weltweit 100 reichsten Menschen. Sie gilt als reichste Frau Lateinamerikas (Stand: 2020) und ist die einzige Frau unter den Lateinamerikanern, die in der Forbes-Liste der 100 reichsten Menschen der Welt verzeichnet sind. Iris Fontbona lebt in Santiago de Chile, wo die Familie seit 1964 ansässig ist.